# Бросок из-под кольца
Лэй-ап (англ. layup, дословно — вкладывание сверху, в русском — бросок из-под кольца) — двухочковый бросок в баскетболе, совершаемый из-под кольца. В большинстве случаев лэй-апы выполняются с отскоком мяча от щита. Техника броска может варьироваться, но всегда сильно отличается от техники броска в прыжке тем, что вторая рука при броске является вспомогательной только на фазе выноса мяча. При взлёте игрок поднимает мяч на одной руке и мягким движением направляет мяч в кольцо или в ближний верхний угол квадрата. Лэй-ап часто выполняется в движении, после двух шагов, при этом баскетболист, как правило, бросает той рукой, с какой стороны от кольца он находится, отталкиваясь с противоположной ноги. Против лэй-апа сложно защищаться, особенно когда он совершается в движении. Защитник обязан находиться строго перед бросающим и держать руки вертикально: если в момент контакта с бросающим защитник находится в движении или опускает руки, фиксируется фол.
Лэй-апы без сопротивления характеризуются очень высоким процентом попадания. Но чтобы исполнить бросок, необходимо пройти с мячом под кольцо или получить его в непосредственной близости, чему защита стремится всячески противостоять, а также избежать блок-шота от высокорослых игроков защищающейся команды, которые обычно находятся неподалёку от своей корзины. Чтобы обезопасить себя от блок-шота, игроки убирают мяч в сторону, перекладывают его перед броском с одной руки на другую, либо укрывают мяч вытянутой вверх или согнутой в локте свободной рукой, не позволяя защитнику к нему приблизиться. Высокорослые и атлетичные игроки, способные вынести мяч над кольцом, часто предпочитают лэй-апу более эффектный способ атаки — бросок сверху.

## Разновидности броска
- Фингер-ролл (англ. finger roll)

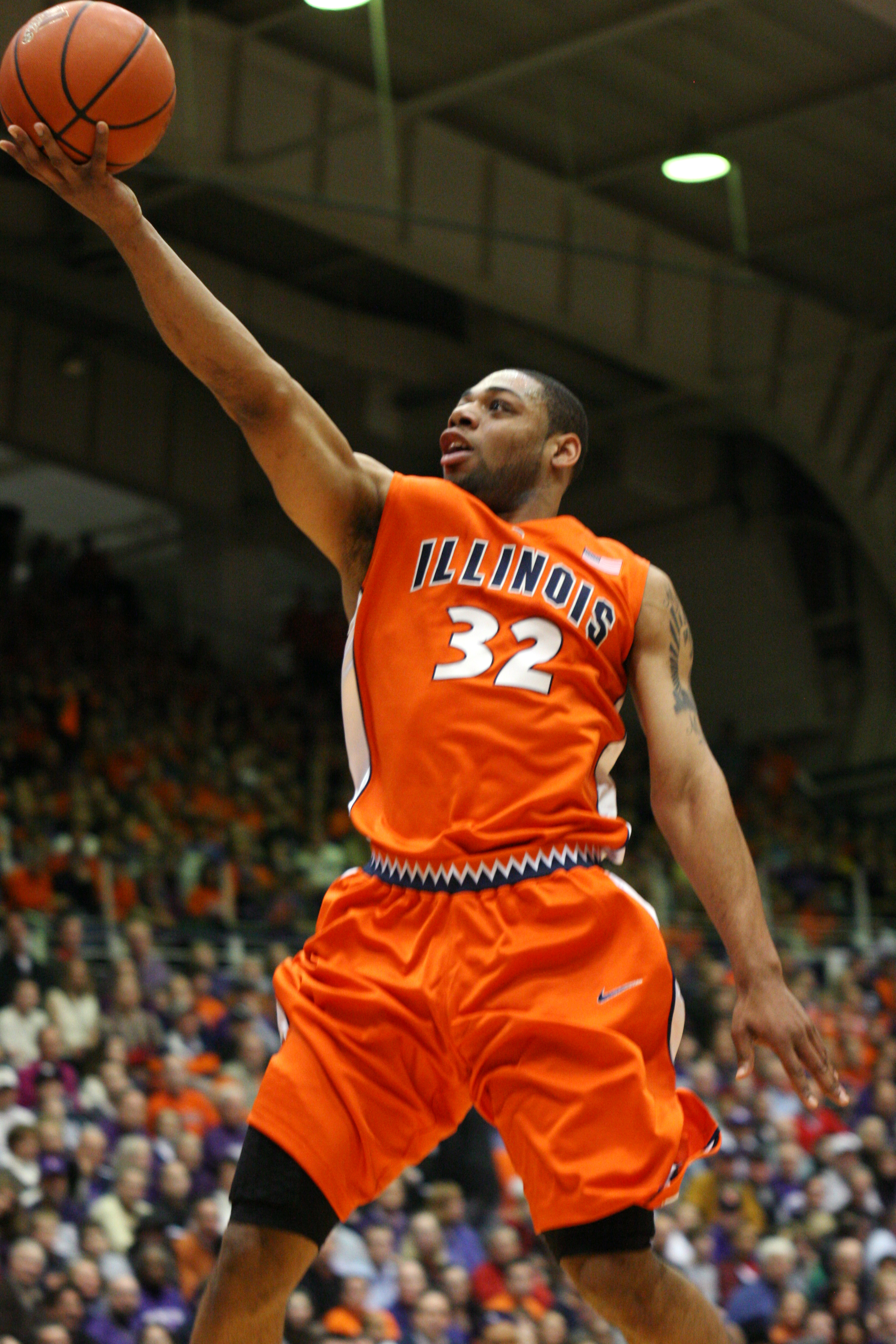
Фингер-ролл — разновидность лэй-апа

Разновидность броска, когда мяч сходит с кончиков пальцев игрока. Преимуществом фингер-ролла в том, что мяч может подниматься в воздухе над защитниками, которые могли бы его блокировать в прыжке, а кручение придаваемое кончиками пальцев позволяет мячу мягко опускаться в корзину. Впервые бросок был применен центровым Уилтом Чемберленом в 1960 году.
- Обратный лэй-ап (англ. reverse layup)

Бросок с обратной стороны корзины, когда кольцо используется атакующим игроком для защиты мяча от возможного блок-шота высокорослым соперником.
- Флоатер (англ. floater)

Флоатер выполняется, как правило, низкорослыми игроками (в основном разыгрывающими). Защитник обычно начинает процедуру броска на приличном расстоянии от корзины. Мяч при этом выпускается заранее по более высокой дуге, чем при простом лэй-апе. Мяч должен быть выпущен прежде, чем высокорослый защитник сможет выпрыгнуть и заблокировать бросок. Флоатер эффективно использовали Гэри Пэйтон, Джон Стоктон, Хуан-Карлос Наварро. Фирменный бросок испанца получил название «ла бомба».